# Åke Strindberg
Åke Strindberg, född 23 november 1901 i Helsingfors, död 26 september 1959 i Västervik, var en svensk arkitekt. Han var far till Staffan och Henrik Strindberg.
Strindberg, som var son till intendent Sven Strindberg och Maria Charlotta Skjöldebrand, avlade studentexamen vid Sofi Almquists samskola i Stockholm 1921 och utexaminerades från Kungliga Tekniska högskolan 1926. Han var anställd hos arkitekt Gunnar Asplund i Stockholm 1927–1929, hos arkitekt Hakon Ahlberg där 1930–1931, på länsarkitektkontoret i Luleå 1932–1933, var konsulterande arkitekt i Luleå 1934–1936, biträdande länsarkitekt i Kronobergs, Blekinge och Kalmar län 1936–1938 och länsarkitekt i Kalmar län från 1938. Han kontrollerade och ledde utgrävning av Stegeholms slottsruin och uppmätte densamma samt uppmätte Arvfurstens palats i Stockholm.